# Francesco Borromini
Francesco Borromini (25. září 1599 Bissone – 3. srpna 1667 Řím) byl švýcarsko-italský architekt, tvůrce dynamického baroka.
Jeho chrámové stavby se vyznačovaly složitými půdorysy, samostatným vnitřním prostorem a na něm nezávislým interiérem. Byl průkopníkem iluzionistické architektury. Jako první budoval v církevních stavbách vnitřní prostor nezávisle na vnějším tvaru stavby. Jeho vynalézavý styl hledání nového výrazu architektury kritici označovali za extravagantní, bizarní a "gotický," což bylo v té době hanlivé označení.
Současníkem a velkým konkurentem Borrominiho byl Gian Lorenzo Bernini (1598–1680). Na rozdíl od něj našel Borrominiho unikátní styl jediného významného nástupce Guarino Guariniho (1624–1683). Některé architekty pozdního baroka inspiroval jeho styl dekorativní výzdoby. Borrominiho stavby byly inspirací také pro českého architekta Jana Blažeje Santini-Aichela (1677–1723).
Jeho barokní díla byla později kritizována propagátory novoklasicismu a kritiky celého barokního období - například architekty John Soane nebo Francesco Milizia. Ocenění jeho invence se mu dostalo až od kunsthistoriků a architektů konce 19. století.

## Život
Borromini se narodil roku 1599 v lombardském Bissone. Pocházela odkud řada architektů, kteří se proslavili v Itálii a ve střední Evropě. Borromini, vlastním jménem Francesco Castelli, byl synem kameníka Giovanniho Domenica Castelli Brumina a Anastasie Garavo, která byla vzdáleně příbuzná s Carlo Madernou a Domenicem Fontanou. V otcově dílně začínal jako kameník a později odešel do Milána, kde se podílel na pracích na tamním dómu. Díky kontaktům s Carlem Madernou odešel v roce 1619 do Říma a vstoupil do stavební hutě baziliky sv. Petra, kterou Maderno jako hlavní architekt baziliky a papežský architekt vedl. Zde přijal jméno Borromini, pod kterým se proslavil.

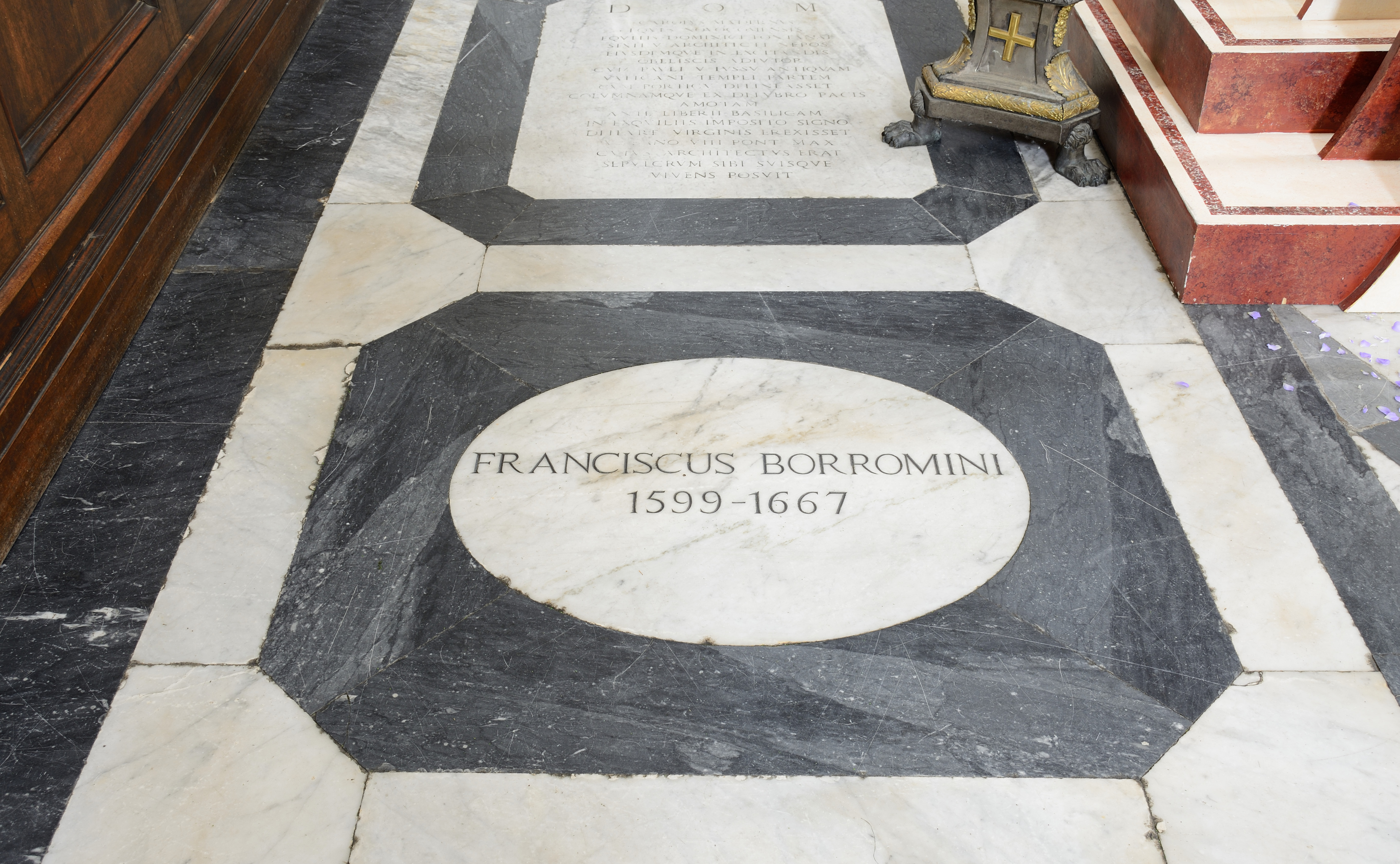
Náhrobek Francesca Borrominiho

U svého strýce Carlo Maderny nejenom pracoval, ale také studoval antická díla a tvorbu Michelangelovu, kterého obdivoval. Pod vedením Maderny stavěl palác rodiny Barberini, po jeho smrti stavbu vedl Gian Lorenzo Bernini a Borromini pracoval jako jeho asistent. Později se s ním pro neshody rozešel a stali se zavilými konkurenty.
Přízeň mecenášů a tím i množství zadávaných staveb byly proměnlivé. Zatímco papež Urban VIII. (vlastním jménem Maffeo Barberini, 1568–1644) jmenoval hlavním architektem Berniniho, jeho nástupce Innocenc X. (1644–1655) odmítal vše, co bylo spojeno s rodem Barberini a jmenoval svým důvěrníkem a hlavním architektem Borrominiho. Situace se opět změnila po nástupu Alexandra VII. (1655–1667), kdy opět vyšla hvězda Gian Lorenza Berniniho.
Ke konci života dostával Borromini jen málo zakázek, trpěl depresemi a ve věku 68 let se v záchvatu zuřivosti probodl kordem. Zemřel o dva dny později. Celé dva dny psal podrobný deník, ve kterém zachycoval své pocity z umírání a smrti.

## Dílo
Díky vzestupu moci a bohatství papežského státu se Řím stal kolébkou nového stylu, který vystřídal renesanční racionalitu - baroka. Právě Francesco Borromini spolu se svým vrstevníkem a konkurentem Berninim formulovali základní principy a vytvořili nedostižné vzory barokní architektury a skulptury.
Na rozdíl od Berniniho architektury se Borromini pokoušel měnit klasický kánon a pohrával si nejen s konkávně zahnutými fasádami, ale především s plasticky tvarovanými vnitřními prostorami. Ty mnohdy svým tvarem neodpovídaly vnějšímu obrysu stavby a navozovaly dojem, že poutník vstupuje do jiného světa.

### Klášter s kostelem sv. Karla Boromejského

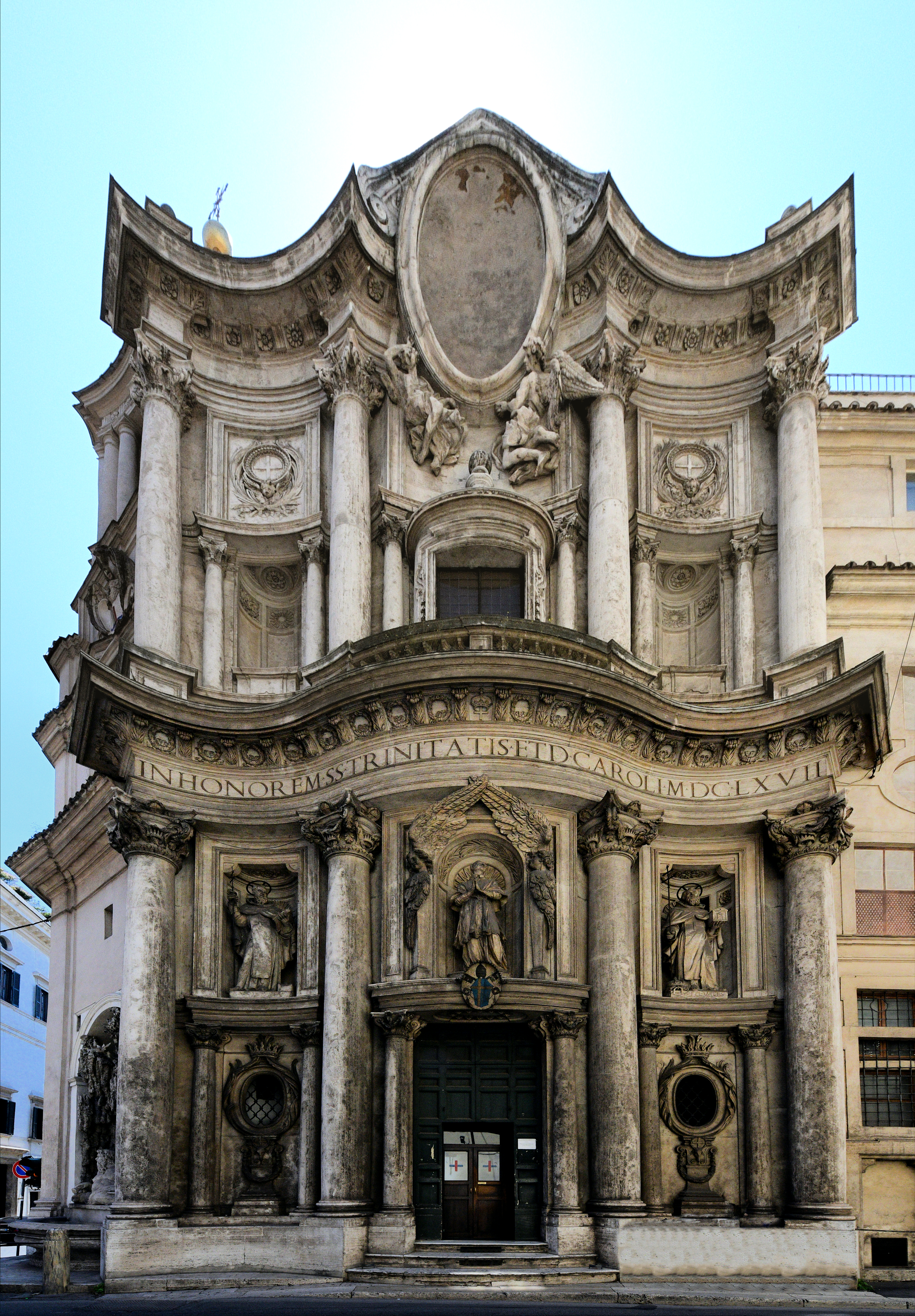
Průčelí kostela sv. Karla u čtyř fontán

V průběhu celých 30. let pracoval Borromini v Římě na své první samostatné zakázce, kterou byla stavba kláštera s kostelem sv. Karla Boromejského u čtyř fontán (San Carlo alle Quattro Fontane) pro řád trinitářů. Nejprve navrhl samotnou budovu kláštera s rajským dvorem a pak v jeho sousedství stavbu kostela.
Průčelí kostela je trojosé a utvářené do křivek. Je zvlněné a jakoby v pohybu. Má sochařskou výzdobu s množstvím architektonických detailů. Tato pestrost a pohyblivost je typickým znakem baroka.
Půdorys kostela si Borromini vymezil dvěma trojúhelníky a do těchto trojúhelníků vepsal dvě kružnice, které vymezily základní ovál stavby. Stěny kostela rozčlenil sloupy, mezi kterými jsou vložené niky. Zvláštní styl geometrické výzdoby kupole a hra světla pronikajícího do kupole zvýrazňuje fresku sv. Ducha. Sousední klášterní rajský dvůr je drobným a nesmírně působivým prostorem. V obou případech si dal pozoruhodnou práci se světlem. To je pro jeho architekturu charakteristické.
Pod kostelem se nachází krypta, kde měl být Borromini původně pohřben. Bylo to jeho vlastní přání, ale protože spáchal sebevraždu, trinitáři jej odmítli pohřbít na svaté půdě. A tak nakonec jeho ostatky nalezly místo v kostele San Giovanni dei Fiorentini.

### Palác Barberini

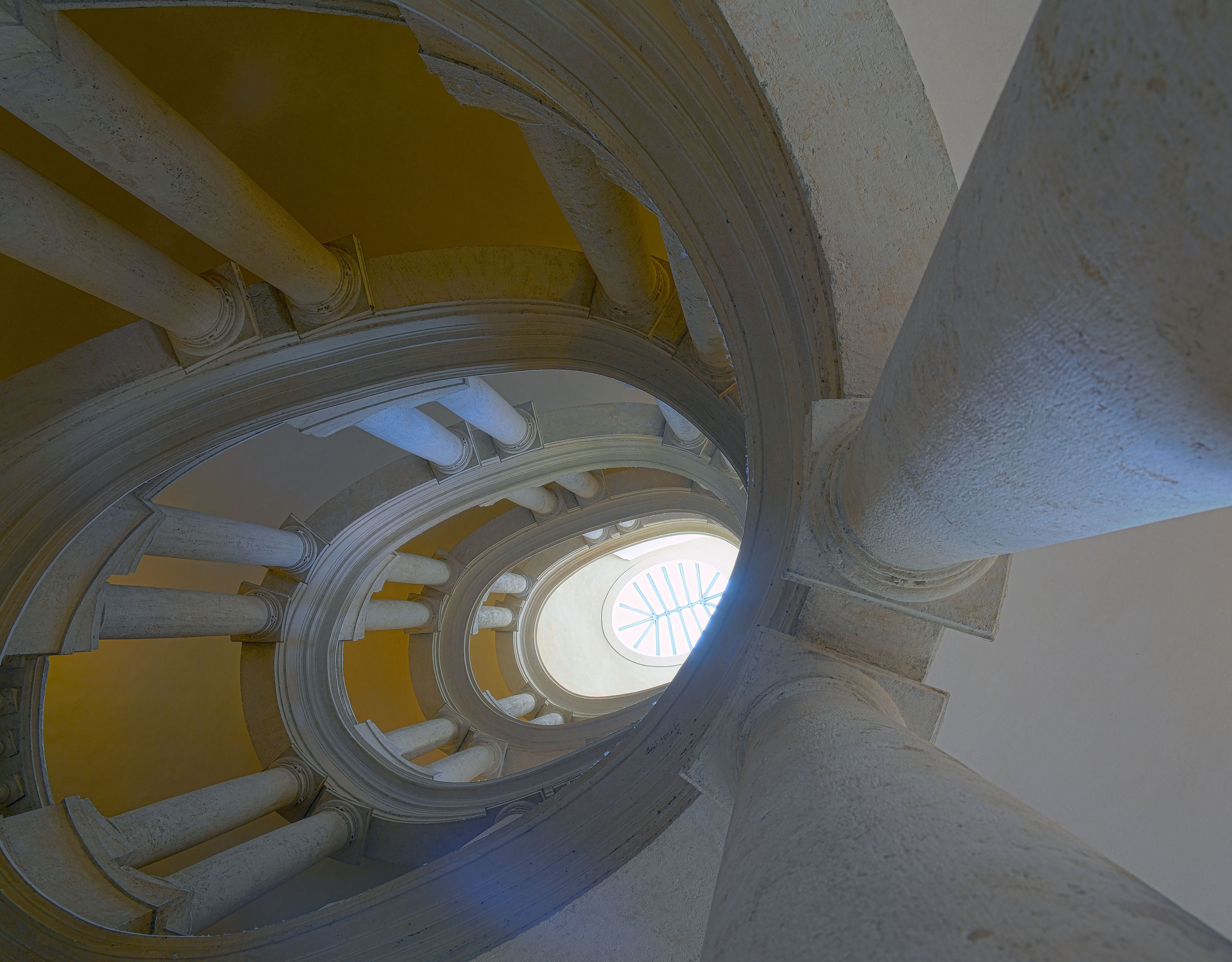
Schodiště pro služebnictvo

V roce 1629 společně s Berninim začali s dostavbou paláce Barberini, který byl rozestavěn podle projektu Carla Maderna. Borrominimu jsou přisuzována dvě okna v průčelí. Malá čtvercová okna se segmentovou římsou a mušlemi doprovází nakoso vysazené voluty, které zdobí festony.
Výraznější prací je expresivní a neklidně působící schodiště pro služebnictvo, které Borromini navrhl na půdorysu oválu s mnoha za sebou řazenými sdruženými sloupy. Podobně originálně navrhl schodiště ve vestibulu vedoucí do prvního patra. Schodiště je samonosné a bez podpěry.

### Kostel Chiesa Nuova
V závěru 30. let získal Borromini další prestižní zakázku. Tentokrát šlo o vybudování oratoře ve starším kostele Chiesa Nuova (také Santa Maria in Vallicella). Práce postupovaly poměrně rychle, v roce 1640 byla větší část hotová a začalo se s výstavbou takzvané hodinové věže v zadní části areálu. Roku 1643 byla dokončena knihovna. Borromini byl ale poměrně popudlivý člověk a v roce 1652 byl vystřídán jiným architektem. Nicméně podoba oratoře je výsledkem jeho projekční činnosti.

### Iluzivní chodba ve Virgilia Spada

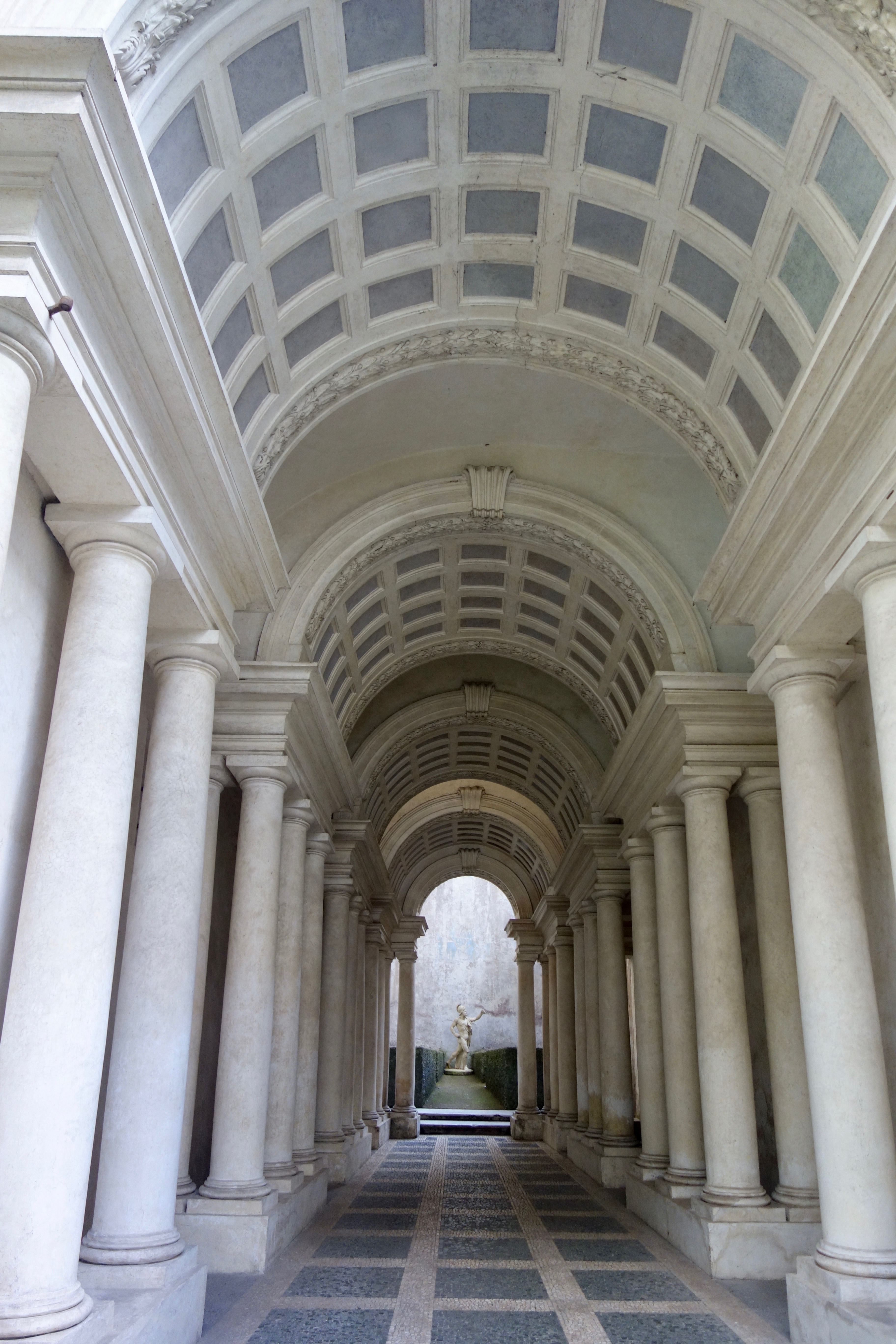
Iluzivní chodba v paláci Virgilia Spada

Pro palác Virgilia Spada navrhl kolem roku 1640 architektonickou hříčku - iluzivní chodbu, která se nachází v jednom z bočních křídel paláce. Chodba je ve skutečnosti poměrně krátká, ale Borromini v ní postupně snižoval strop, zvyšoval podlahu a zmenšoval sloupoví. Tím vytvořil iluzi hluboké a dlouhé chodby. Na konci je malá zahrada zakončená sochou, která také působí mnohem větším dojmem, než ve skutečnosti je. Projít chodbou je mimořádný zážitek. Tato chodba inspirovala Berniniho, který podobným způsobem koncipoval královské schodiště ve vatikánském paláci.

### Univerzitní kostel Sant'Ivo alla Sapienza

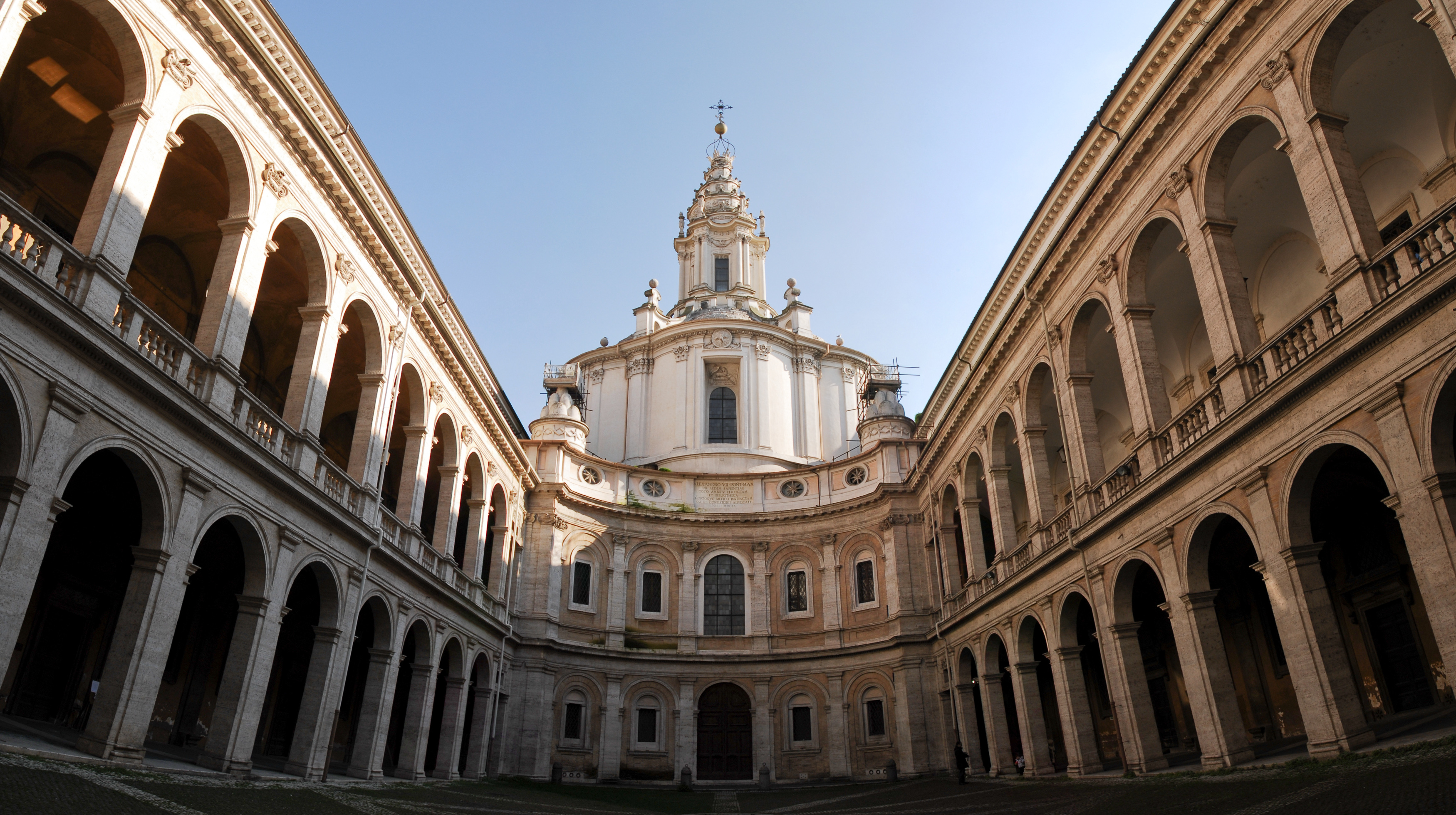
Kostel Sant'Ivo alla Sapienza

Od roku 1640 začal Borromini projektovat univerzitní kostel Sant'Ivo alla Sapienza (sapienza, tedy moudrost), který byl zasvěcen sv. Ivo z Kermartinu. Tento kostel byl součástí areálu římské univerzity, kde sídlila právnická fakulta.
Univerzitní budova je pozdně manýristická stavba s motivem arkád. Borromini tento motiv napodobil i na průčelí kostela. Půdorys stavby je založen na šesticípé hvězdě, kterou tvoří dva pronikající se rovnostranné trojúhelníky. Borromini vždy jeden vrchol ukrojil a druhý naopak půlkruhově rozšířil.
Velice zajímavým detailem celé stavby je kupole tohoto kostela na vysokém tamburu, kolem kterého vede spirálovité schodiště. Po něm stoupali absolventi univerzity, aby tak symbolicky završili své vzdělání a stoupání v moudrosti.
Spodní část kostela je členěna pilastry, které prostupují dvě podlaží. Mezi nimi jsou niky s výklenky. Bílá klenba bez jakékoliv výmalby je zdobená motivy z erbu papeže Alexandra VII. Chigi. Jsou to osmicípé hvězdy, palmové ratolesti završené korunami nebo vavřínové věnce. Právě těmito prvky a motivy se inspiroval český architekt Jan Blažej Santini-Aichel, který žil a pracoval v Praze po roce 1700.

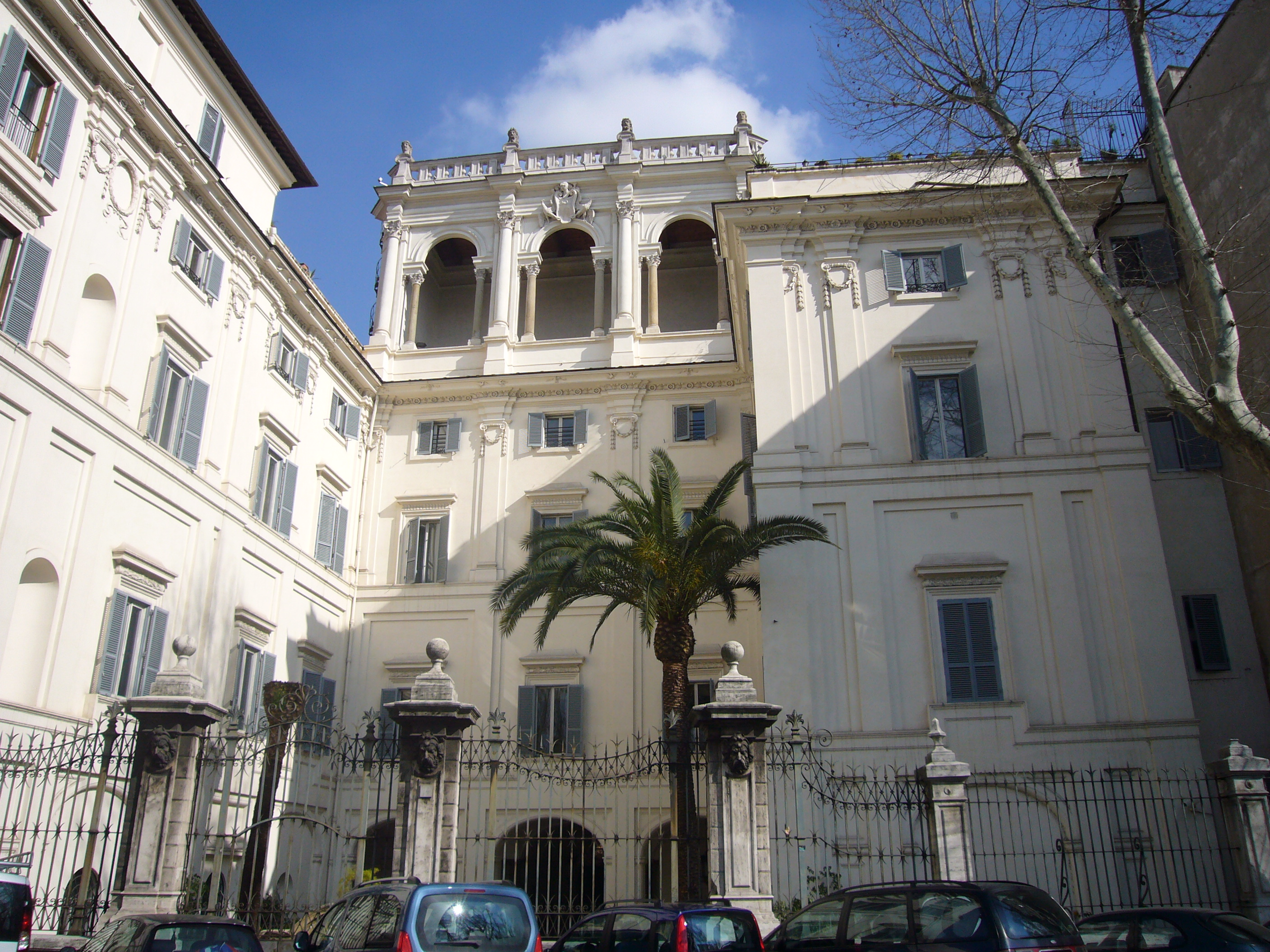
Zadní část paláce Falconieri

### Palác rodu Falconieri
V roce 1638 koupil Orazio Falconieri starší palác na Via Giulia v centru města Říma a v letech 1645 - 1646 proběhla jeho přestavba podle Borrominiho projektu. Palác má poměrně skromnou fasádou, je ale zajímavě členěná různými typy rustiky či bosáže a na pilastrech se nachází motiv sokolů. Rodové jméno falco znamená latinsky sokol a je heraldickým znakem tohoto rodu.
Zadní část paláce směrem k nábřeží je vybavena lodžií, kterou člení tři arkády s volnými sloupy. Navíc je stavba dovršena vyhlídkovým altánem. To umožnilo nádherný výhled na řeku a na přilehlou oblast Vatikánu.

### Bazilika San Giovanni in Laterano

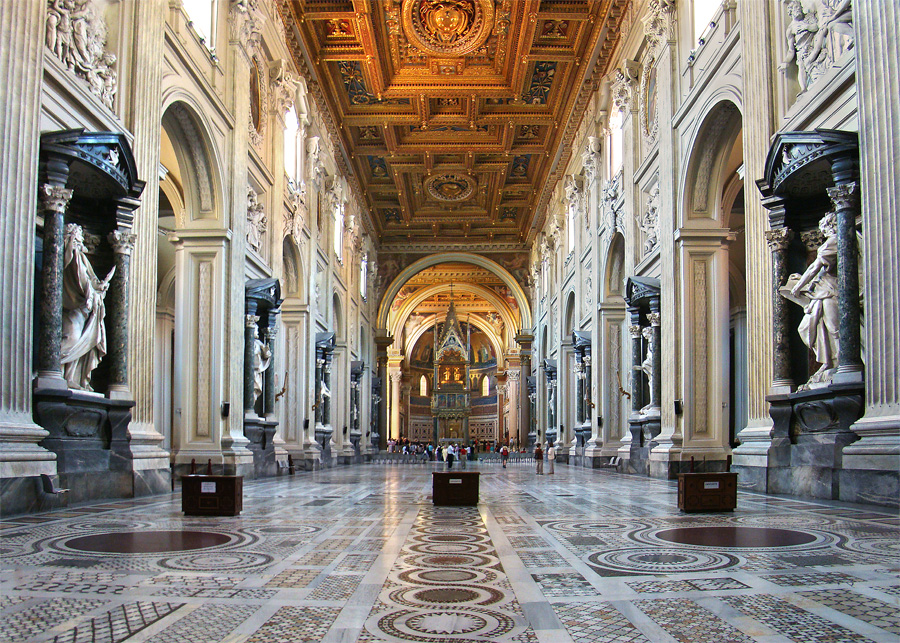
Hlavní loď baziliky San Giovanni in Laterano

V roce 1646 papež Inocence X. z rodu Pamphilj pověřil Borrominiho modernizací staré raně křesťanské baziliky San Giovanni in Laterano.
Borromini originálně rozčlenil hlavní i boční lodě. V hlavní lodi mezi jednotlivé arkády do pilířů zasadil dvanáct edikul z černého mramoru, které byly později osazeny sochami dvanácti apoštolů. V bočních lodích jsou rovné stropy s rovnými překlady, které podpírají cherubové. Každá část toho chrámu tak má svou originální podobu.
V tomto kostele byly významné náhrobky některých papežů či kardinálů a Borromini je pietně zachoval. Vytvořil pro ně nové architektonické kulisy, do kterých zasadil původní dochované fragmenty těchto středověkých náhrobků. Celek působí velice vyrovnaně a zároveň bohatě. Průčelí, které tento kostel má dnes, vytvořil po roce 1728 architekt Alessandro Galilei.

## Přehled děl
- kostel San Carlo alle Quattro Fontane v Římě - samostatná práce
- kostel sv. Anežky in Agone (Piazza Navona) – dokončení včetně fasády s kupolí a dvojicí zvonic
- kostel Sant'Ivo alla Sapienza
- palác Propagandy fide - fasáda a kaple Tří králů
- Interiér baziliky San Giovanni in Laterano - loď kostela nesoucí starší strop
- Cappella Spada, San Girolamo della Carità
- Palazzo Spada - chodba s iluzivní perspektivou
- Palazzo Barberini - horní patrová okna a oválné schodiště
- Santi Apostoli, Neapol - Filamarino Oltář
- Sant'Andrea delle Fratte
- Oratorio dei Filippini
- Palazzo Carpegna
- Collegio de Propaganda Fide
- Santa Maria dei Sette Dolori
- Santa Maria alla Porta, Milán - portál a tympanum
- Kostel San Giovanni in Oleo - úprava a restaurování
- Palazzo Giustiniani (s Carlem Fontanou)
- Fasáda Palazzo Falconieri
- Santa Lucia v Selci - restaurování
- Bazilika svatého Petra - brány do kaple požehnané svátosti a části baldachýnu

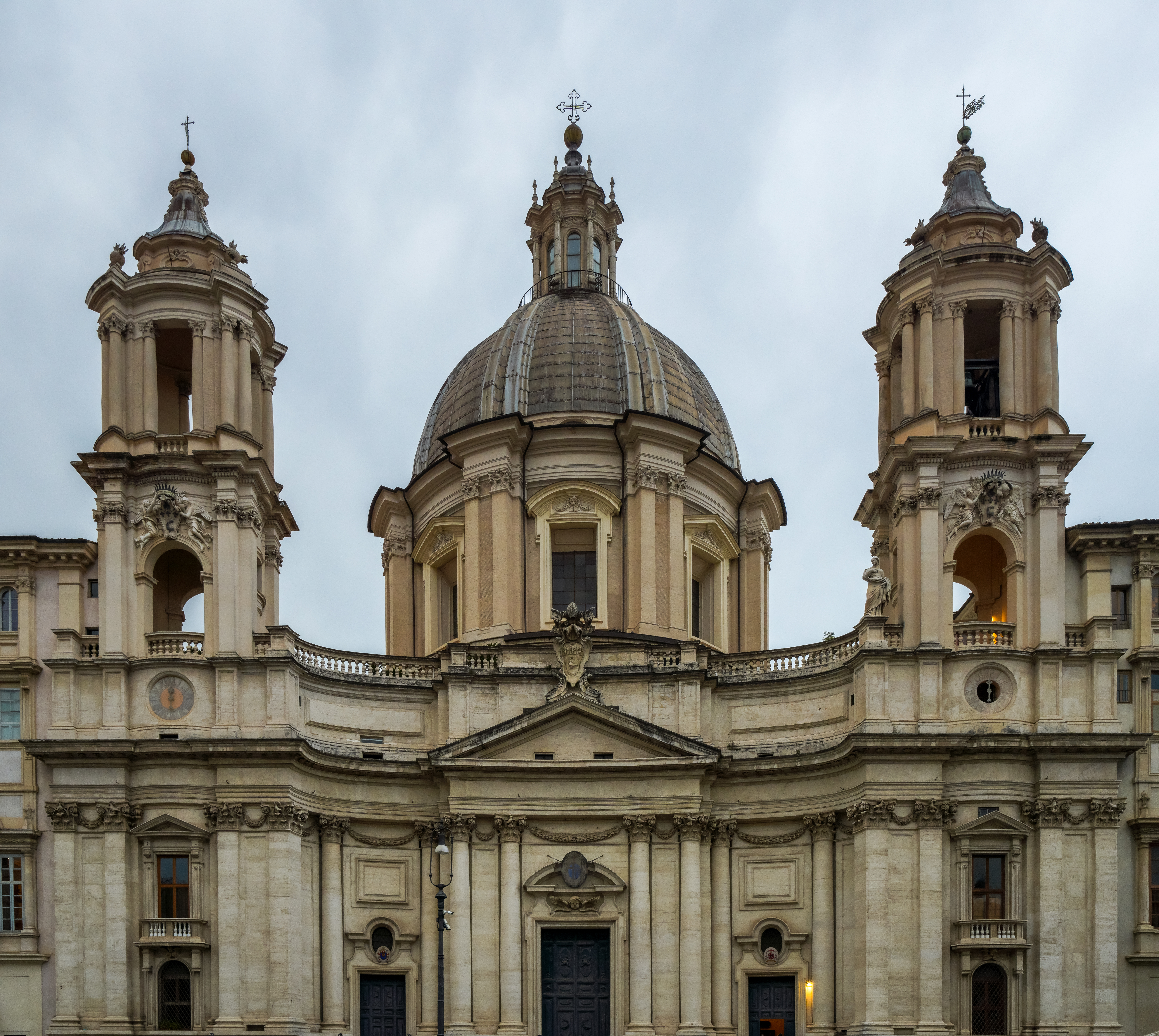
Sant'Agnese in Agone
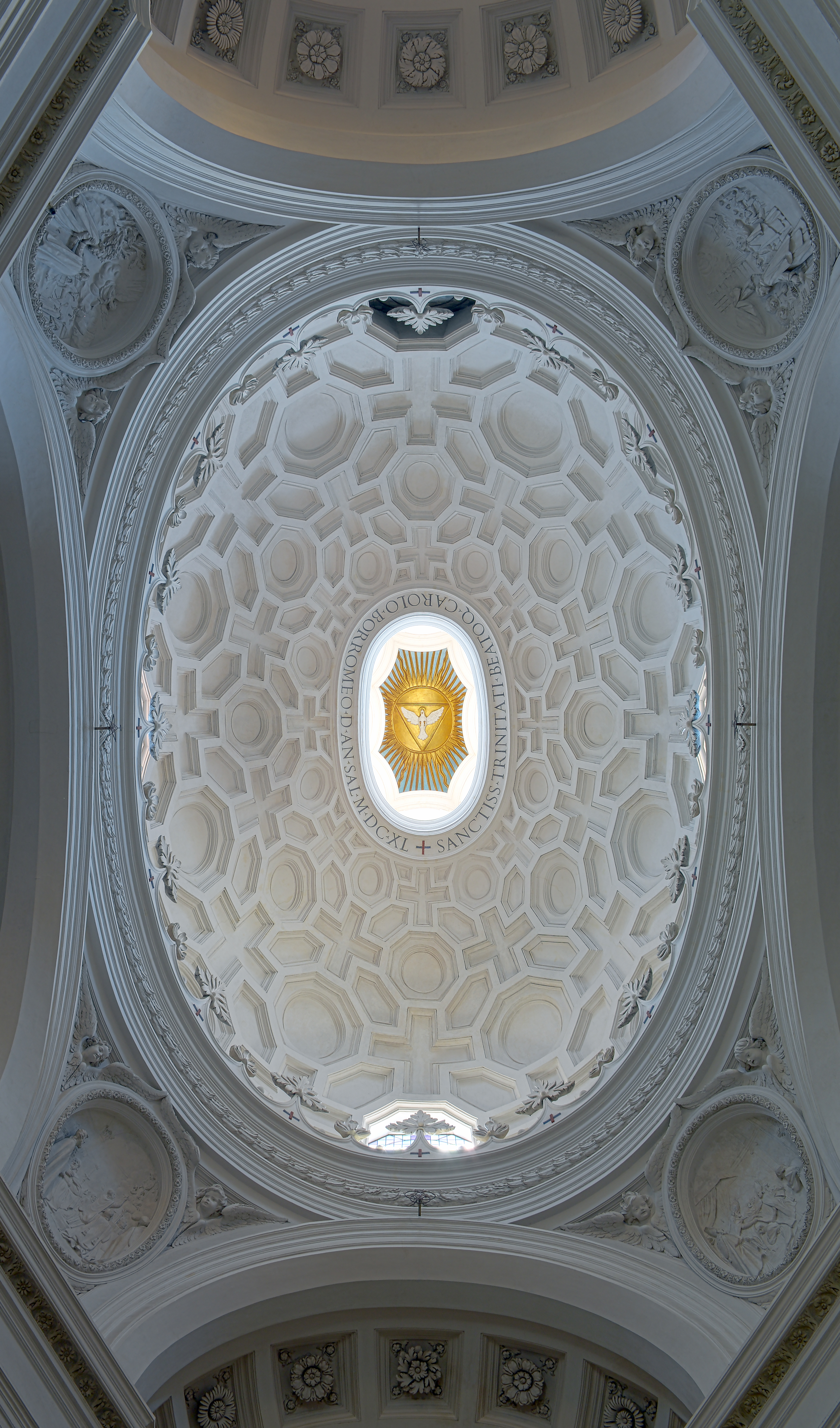
Kupole chrámu San Carlo
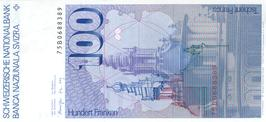
Borrominiho kostel St.Ivo na 6. sérii bankovky 100 CHF
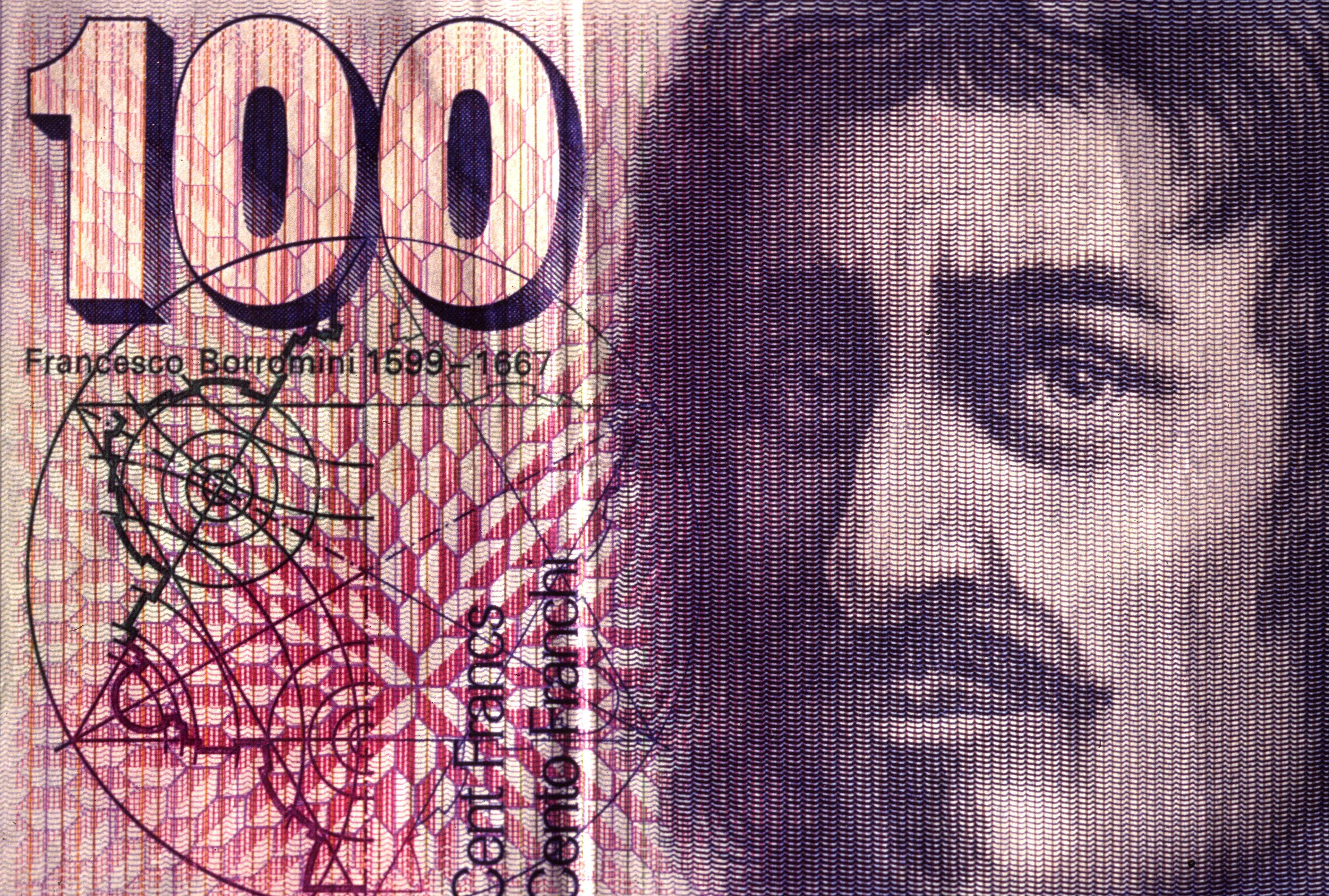
Borromini na bankovce100 Fr